# Usipeti
Usipeti ali Usipii (v grščini Plutarh, Ousipai in morda enako kot Ouispoi Ptolemej) so bili starodavno germansko pleme, ki je vstopilo v pisne zapise, ko so se srečali z Cezarjem leta 56/55 pr. n. št., ko so poskušali najti novo domovino zahodno od Rena, skupaj s Tenkterji, ki so prav tako poskušali pobegniti pred agresivnimi Svebi na vzhodni strani Rena. Potem, ko so Rimljani pokončali veliko število pripadnikov obeh plemen, so se ponovno naselili na vzhodni obali s pomočjo Sikambrov.
Okoli leta 100 n. št., v času rimskega avtorja Tacita, so se Usipeti in Tenkterji premaknili proti jugu vzdolž vzhodne obale Rejna na položaj med pleme Hatov in reko. Med vladanjem Galiena okoli leta 260–268 n. št. državni seznam provinc] poroča, da so Rimljani izgubili nadzor nad deželo Usipetov, potem pa se v zgodovinskih zapisih več ne omenjajo.

## Ime
Medtem ko so Rimljani Usipete in njihove sosede imenovali Germani in ne Kelti, se običajno razlaga, da je njihovo ime keltsko, kar velja tudi za mnoge njihove sosede, pri čemer Rimljani niso strogo definirali razlike med Germani in Kelti na podlagi jezika.
Po Rudolf Muchu se je Usipetes tradicionalno razlagalo kot galščina, kar pomeni 'dobri jahači'. Pripona -ipetes (*epetes) naj bi bila keltska sorodna beseda latinskemu equites. Pristojniki teorije so opozorili na dejstvo, da so Cezar in drugi poročali, da so imeli močno konjenico. Vendar je bila ta etimologija zavrnjena kot jezikovno nezadostna v novejših študijah.
Stefan Zimmer je leta 2006 predlagal rekonstrukcijo imena kot galščina *Uχsi-pit-s (množina *Uχsi-pit-es), oblikovano z indoevropskim jezikovnim korenom *upsi- ('na višini' ali 'zgoraj'; cf. galščina uχe 'visoko' očitno iz *ouχsi) pripeto na *k̑u̯ei̯t- ('izgledati'; s premikom zvokov P-keltske kʷ- > p-). Tako predlaga, da se Usipetes (*Uχsipites) prevede kot 'svetleči na višavah' ali 'žareč', kar pojasnjuje kot tipično hvalisavo plemensko ime.

## Zgodovina

### Galske vojne
V svojih Commentarii de Bello Gallico Cezar opisuje, kako sta bili dve plemeni Tenckterjev in Usipetov izgnani iz svojih tradicionalnih dežel s strani germanskih Svebov, katerih vojaška prevlada je privedla do nenehnih vojn in zapostavljanja poljedelstva. Ta prvotna domovina dveh plemen ni jasna, toda do Cezarjevega časa so se Svebi naselili v zelo velikem gozdnatem predelu vzhodno od Ubijcev, ki so v tem času živeli na vzhodni obali Rena, na nasprotnem bregu od tistega, kjer je danes Köln. Utrjuje se stališče, da so Tenkterji in Usipeti lahko prišla iz območja reke Weser vzhodno od Sikambrov, ker leži blizu kraja, kjer sta se obe plemeni pojavili na Renu in Cezar tudi poroča o Svebih na tem območju. To bi tudi razložilo na videz prijateljske odnose Tenkterji in Usipeti s Sikambri, ki bi lahko bili njihovi tradicionalni sosedje. (V poznejših rimskih časih so to območje, kjer so živeli Cezarjevi Svebi, naseljevali Hati.)
Pozimi leta 55 pr. n. št., ker niso uspeli najti novih dežel drugje v prekorenski Germaniji, so prišli do Rena, na ozemlje Menapijcev, belgijska plemena, ki je imelo zemljo obeh bregov reke in se še ni podredilo rimski oblasti. Menapijci, prestrašeni zaradi obsega vdora, so se umaknili iz svojih ozemelj vzhodno od Reke in nekaj časa uspešno zadrževali Germane pri poskusih, da bi prečkali reko. Germani so se pretvarjali, da se umikajo, kar je Menapijcem omogočilo, da so se vrnili na svoja ozemlja vzhodno od Rena. Njihova konjenica se je nato vrnila in izvedla presenetljiv nočni napad. Prečkali so reko in zajeli menapijske čolne, zasedli menapijske vasi in mesta ter preostanek zime preživeli na menapijskih zalogah.
Glede natančne lokacije tega pokola so že dolgo prisotni dvomi. Cezar opisuje sotočje rek Rena in Meuse, vendar takega sotočja ni. Arheolog Nico Roymans je leta 2015 napovedal, da so našli prepričljive dokaze, da je bilo dejansko v sotočju reke Waal, rokava reke Ren in ne samega Rena, ter Meuse, blizu Kessela, Severni Brabant. Po drugi strani pa je zgodovinar iz tretjega stoletja Kasij Dion opisal mesto kot nahajajoče se v deželi Treverov blizu reke Mozele, ki je imela v latinščini isto ime kot Maas/Meuse (Mosa) in vstopa v Ren v tem območju. To pa je zelo daleč od Menapijev.
Cezar, ki se je bal, kako bi se Galci na levi strani lahko odzvali, je pohitel, da se spopade s to grožnjo svojemu nadzoru nad regijo. Odkril je, da so številna galska plemena poskušala tem Germanom velikodušno plačati za odhod, vendar so se Tenkterji in Usipeti razširili še dlje in prišli do meja Condrusov in Eburonov, ki sta bila oba pod zaščito Treverjev na jugu. Cezar je sklical srečanje galskih poglavarjev in se pretvarjal, da ne ve za njihove poskuse podkupovanja ter zahteval konjenico in zaloge za vojno proti Tenkterjem in Usipetom.
Tenkterji in Usipeti so k Cezarju poslali odposlance, ko je napredoval. Medtem ko so se hvalili s svojo vojaško močjo in trdili, da lahko premagajo kogar koli razen Svebov, so ponudili zavezništvo in zahtevali, da jim Cezar dodeli zemljo. Cezar je zavrnil kakršnokoli zavezništvo, dokler so Tenkterji in Usipeti ostali v Galiji. Predlagal je, da se naselijo na ozemlju Ubijcev, še enega germanskega plemena, ki je iskalo njegovo pomoč proti agresiji Svebov, saj v Galiji ni bilo razpoložljive zemlje. (Ubijci so bili v tem času na vzhodnem bregu Reke, vendar so bili kasneje naseljeni na levem bregu, kjer je njihova prestolnica postal Köln.)
Poslanci so zahtevali premirje za tri dni, v katerem času se nobena stran ne bi pomaknila proti drugi in so Cezarjev predlog odnesli svojim voditeljem v razmislek. Toda Cezar tega ni sprejel, ker je verjel, da Germani kupujejo čas za vrnitev svoje konjenice, ki je prečkala reka Meuse/Maas in nekaj dni prej oropala pleme Toksandrov. Medtem, ko je Cezar nadaljeval napredovanje, so nadaljnji poslanci zaprosili za tridnevno premirje, da bi se lahko z Ubijci pogajali o njegovem predlogu za naselitev, vendar je Cezar to iz istega razloga zavrnil. Ponudil je en dan, v katerem naj bi napredoval največ 4 mi (6,4 km), in svojim častnikom ukazal, naj delujejo obrambno in ne izzivajo bitke.
Germanska konjenica, čeprav je bila številčno manjša od Cezarjeve galske konjice, je prva napadla, kar je Rimsko konjenico prisililo v umik. Cezar opisuje značilno bojno taktiko, ki so jo uporabljali, pri kateri so konjeniki skočili z nonja dol na noge in zabodli nasprotnikove konje v trebuh. Cezar jih je obtožil kršenja premirja, zato ni sprejel nobenih nadaljnjih poslancev, nekatere, ki so prišli in zahtevali nadaljnje premirje, je aretiral in vodil svoje celotne sile proti germanskemu taboru. Usipeti in Tenkterji so bili vrženi v zmešnjavo in prisiljeni bežati, medtem ko jih je Cezarjeva konjenica zasledovala do izliva Rena in Meuse. Mnogi so bili ubiti, ko so poskušali prečkati reke. Zatočišče so našli na drugi strani Rena med Sikambri (ali Sugambri).
Plutarh poroča, da je v Rimu, 
Kato mlajši izrekel mnenje, da bi morali predati Cezarja barbarom, s čimer bi očistili kršitev premirja v imenu mesta in prekletstvo obrnili na krivca. Od tistih, ki so prečkali Ren v Galijo, je bilo štiristo tisoč razsekanih na koščke, tiste redke, ki jim je uspelo priti nazaj, pa so sprejeli Sikambri, germanski narod. To dejanje je Cezar uporabil kot razlog za pritožbo proti Sikambrom, poleg tega pa si je želel slave, da bi bil prvi človek, ki je z vojsko prečkal Ren.

### Kasnejše omembe
Usipeti, ali "Usipi", kot jih je poimenovali večina avtorjev po Cezarju, so ostali na istem območju, četudi podrobnosti niso jasne.  
- Leta 16 pr. n. št. so Tenkterji, Usipeti in Sikambri znova prečkali Ren in napadli Galijo. Marcus Lollius je bil poražen v clades Lolliana in germanska plemena so zaplenila orla V. legije.[8]

- Leta 12 pr. n. št. in 11 pr. n. št. v času Druza so Usipeti opisani, da živijo med Nijmegenom in Sikambri in sosednjimi Tubanti, kar pomeni, da so bili na območju današnje nizozemsko-nemške meje, severno od Rena in reke Lippe.[8]

- Leta 14 n. št. so Usipeti še vedno živeli severno od reke Lippe in so se pridružili Brukterom in Tubantom pri boju proti Germaniku.

- Leta 17 n. št. Strabon opisuje Usipete kot enega od poraženih plemen, ki so bila prikazana v zmagoslavni procesiji Germanika.

Tacit prav tako opisuje v svojih Annales, kako so leta 58 n. št. Ampsivari zahtevali, naj jim dovoli, da uporabljajo zemljišča na rimskem obmejnem območju ob Renu, ki so nedavno pripadla Usipetom, vendar ni jasno pojasnjeno, kam ali zakaj so se Usipeti preselili. Omenjeno je, da so se Ampsivari, ko so se umaknili pred Rimljani in očitno tudi iz dežel Brukterjev in Tenkterjev (ki so se že umaknili), premaknili proti deželam Tubantov in Usipetov. Tako se zdi, da so se Usipeti po Cezarju za nekaj časa naselili na sever proti Renu, nato pa so se kasneje premaknili še bolj severno, stran od rimskega obmejnega območja, da bi postali sosedje Tubantov.
Tacitova knjiga Agricola (poglavje 28) pripoveduje, kako je bila kohorta Usipetov rekrutirana v rimsko vojsko, med kampanjo na severu Britanije (domnevno na zahodni obali) pod njegovim tastom, generalom Agrikolo (verjetno leta 82 n. št., čeprav je časovno zaporedje sporno). Ubili so centuriona in redne rimske vojake, ki so bili z njimi zaradi usposabljanja, nato ukradli tri ladje in odpluli okoli severnega konca Britanije, njihovo trpljenje pa je vključevala tudi kanibalizem zaradi pomanjkanja hrane. Nazadnje so prispeli na ozemlje Svebov, kjer so jih nekaj zajeli v ujetništvo. Druge so jih ujeli Frizi in le nekaj preživelih je bilo prodanih v suženjstvo, da so lahko povedali svojo zgodbo.
Tacitus v svoji Germaniji opisuje, da so Usipeti leta 98 n. št. živeli med Hati in Renom, blizu Tenkterjev. To očitno kaže na pomembno selitev proti jugu blizu območja Tubantov.
Kasneje težko razumljiv opis v delu Geografija Ptolemaja opisuje »Ouispoje« (Uispije ali Vispe), ki so živeli južno od Tenkterjev, med Renom in gorovjem Abnoba, vendar severno od Agri decumates. Če so to Usipeti, so se znatno premaknili. (Isti odlomek je mogoče razlagati tudi kot opis Tenkterjev, ki so se preselili proti jugu.)
Cesar Galien je vladal sam od leta 260 do 268 n. št. in v tem obdobju dokument znan kot Veronski seznam (Laterculus Veronensis), ki je bil napisan okoli leta 314 n. št., navaja, da so Rimljani izgubili pet civitas (mest in dežel okoli njih) na drugi strani ena. Trije, ki so berljivi, so imena Usipeti, Tubanti in Kasuarji. Medtem, ko so se Kasuarji in Tubanti še naprej pojavljali v zapisih kot frankovski narodi, se Usipeti in Tenkterji več ne omenjajo.
Na Peutingerjevi karti je območje nasproti Kölna in Bonnu prikazano kot naseljeno z "Burcturi" (Brukteri), ki so morda vključevali mešanico več prvotnih germanskih plemen z druge strani Rena, vključno z Tenkterji in Usipeti. Brukteri so se očitno tudi premaknili proti jugu. Na severu je bilo območje imenovano "Francia", na jugu ob Renu pa "Suevia".